# Phidippus cryptus
Phidippus cryptus är en spindelart som beskrevs av Edwards 2004. Phidippus cryptus ingår i släktet Phidippus och familjen hoppspindlar. Inga underarter finns listade i Catalogue of Life.